# Enterococcàcies
Els Enterococcaceae són una família de bacteris Gram-positius de l'ordre de les Lactobacillales. Gèneres representatius inclouen: Atopobacter, Enterococcus, Melissococcus, Tetragenococcus i Vagococcus.